# Jewelry
Jewelry (hangul: 쥬얼리) var en sydkoreansk tjejgrupp bildad 2001 av Star Empire Entertainment som var aktiv till 2015.
Gruppen bestod senast av de fyra medlemmarna Eunjung, Baby J, Yewon och Semi.

## Medlemmar
| Födelsenamn   | Födelsenamn | Födelsedatum     | Medlemstid |         |         |
| Romanisering  | Hangul      | Födelsedatum     | Medlemstid |         |         |
| Senaste       | Senaste     | Senaste          | Senaste    | Senaste | Senaste |
| ------------- | ----------- | ---------------- | ---------- | ------- | ------- |
| Kim Eun-jung  | 김은정      | 28 november 1986 | 2008-2015  |         |         |
| Ha Joo-yeon   | 하주연      | 16 juni 1986     | 2008-2015  |         |         |
| Kim Ye-won    | 김예원      | 5 december 1989  | 2011-2015  |         |         |
| Park Se-mi    | 박세미      | 8 oktober 1990   | 2010-2015  |         |         |
| Tidigare      |             |                  |            |         |         |
| Park Jeong-ah | 박정아      | 24 februari 1981 | 2001-2009  |         |         |
| Jung Yoo-jin  | 정유진      | 31 mars 1982     | 2001       |         |         |
| Lee Ji-hyun   | 이지현      | 12 oktober 1983  | 2001-2006  |         |         |
| Cho Min-ah    | 조민아      | 23 juni 1984     | 2002-2006  |         |         |
| Seo In-young  | 서인영      | 3 september 1984 | 2002-2009  |         |         |
| Jun Eun-mi    | 전은미      | 16 oktober 1984  | 2001       |         |         |

## Diskografi

### Album
| Albuminformation                                                      | Topplacering          | Topplacering   |           |
| Albuminformation                                                      | Sydkorea (Gaon Chart) | Japan (Oricon) |           |
| Koreanska                                                             | Koreanska             | Koreanska      | Koreanska |
| --------------------------------------------------------------------- | --------------------- | -------------- | --------- |
| Discovery (Studioalbum) - Släppt: 30 mars 2001                        | —                     | —              |           |
| Again (Studioalbum) - Släppt: 31 juli 2002                            | —                     | —              |           |
| Beloved (Studioalbum) - Släppt: 5 juli 2003                           | —                     | —              |           |
| Super Star (Studioalbum) - Släppt: 15 mars 2005                       | —                     | —              |           |
| Kitchi Island (Studioalbum) - Släppt: 20 februari 2008                | —                     | —              |           |
| Sophisticated (Studioalbum) - Nyutgåva: End And... (17 december 2009) | —                     | —              |           |
| Look at Me (EP-skiva) - Släppt: 11 oktober 2012                       | 7                     | —              |           |
| Japanska                                                              |                       |                |           |
| Jewelry First (Studioalbum) - Släppt: 9 mars 2005                     | —                     | —              |           |
| Super Star (Studioalbum) - Släppt: 27 juli 2005                       | —                     | —              |           |

### Singlar
| År        | Titel                                       | Topplacering          | Topplacering   |
| År        | Titel                                       | Sydkorea (Gaon Chart) | Japan (Oricon) |
| Koreanska | Koreanska                                   | Koreanska             | Koreanska      |
| --------- | ------------------------------------------- | --------------------- | -------------- |
| 2001      | "I Love You"                                | —                     | —              |
| 2002      | "Again"                                     | —                     | —              |
| 2003      | "I Really Like You"                         | —                     | —              |
| 2003      | "Be My Love"                                | —                     | —              |
| 2005      | "Super Star"                                | —                     | —              |
| 2005      | "Passion"                                   | —                     | —              |
| 2008      | "One More Time"                             | 1                     | —              |
| 2008      | "Everybody Shh..."                          | —                     | —              |
| 2008      | "Kitchi Island 2"                           | —                     | —              |
| 2009      | "Date"                                      | —                     | —              |
| 2009      | "Super Star"                                | —                     | —              |
| 2009      | "Vari2ty"                                   | —                     | —              |
| 2009      | "Love Story"                                | 8                     | —              |
| 2011      | "Back It Up"                                | 17                    | —              |
| 2011      | "Pass"                                      | 31                    | —              |
| 2011      | "Forget It"                                 | 44                    | —              |
| 2011      | "Shooting Star"                             | 66                    | —              |
| 2011      | "Step"                                      | 66                    | —              |
| 2012      | "Look At Me"                                | 23                    | —              |
| 2013      | "Hot & Cold"                                | 18                    | —              |
| Japanska  |                                             |                       |                |
| 2004      | "Kokoro ga Tomaranai"                       | —                     | 40             |
| 2004      | "Mune Ippai no Kono Ai wo Dareyori Kimi ni" | —                     | 35             |
| 2004      | "Delight Sweet Life"                        | —                     | 49             |
| 2005      | "Shiro no Fantasy"                          | —                     | 69             |
| 2005      | "Super Star"                                | —                     | 113            |